# リンカーン・マークVIII
マークVIII（マークエイト）は、フォード社が製造し、リンカーンブランドで1993年から1998年にかけて販売していたグランツーリングパーソナル・ラグジュアリークーペ型の大型高級乗用車でフォードのウィクソム工場で生産された。リンカーン・マークVIIの後継車種であり、フォード・サンダーバードとマーキュリー・クーガーの姉妹車だった。マークVIIIは1998年型に続く後継モデルがなく、リンカーン・マークシリーズの最後のモデルとなった。

## 開発

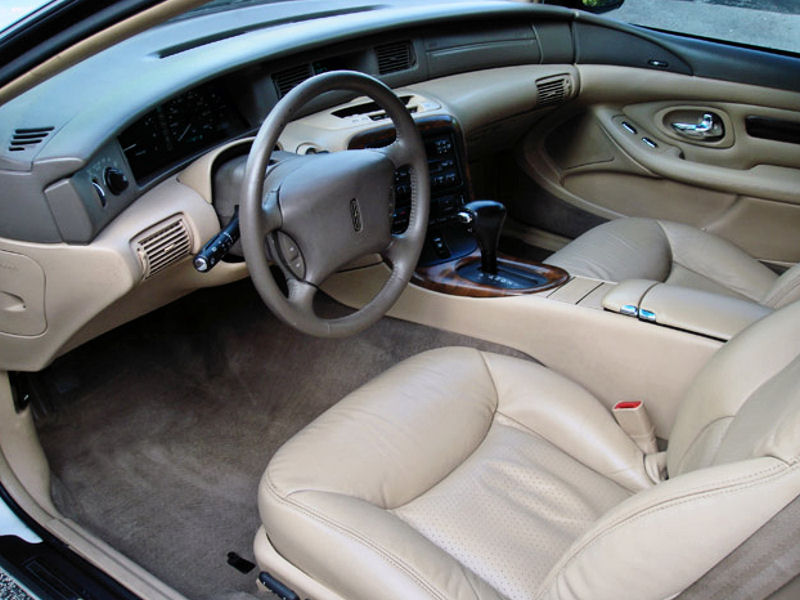
1998年型のマークVIIIの内装、他の年度も同じデザインだった

マークVIII（FN-10）の開発は1984年に開始され、1990年型としての発売が予定されていた。 デザイン作業は1986年に開始され、進化の方向に向けられた。 1987年までリンカーンのデザイナーは、当時のフォードのデザインディレクターであったデイブ・リースの指示通り、インテリアデザインを重視した。1988年秋、FN-10の開発は押し進められ、いくつかの修正を経た。これは1988年12月に導入予定のフォード・MN12プラットフォームとDOHCモジュラーエンジンに対応し、より精密な製品を開発するための物であった。
競合他社の次期モデルのデザインを目の当たりにしたフォードはスタイリングの特徴を残しつつ、それまでのリンカーンとは一線を画した抜本的なデザインのやり直しを発注した。1988年11月までに、フォードのデザイナーであるキュー・キムのもとで、フォードは「ストレッチ I」と名付けられたデザインを発表した。その特徴は、スカラップ形状のサイド、フルレングスのテールライト、スペアタイヤハンプ、ウォーターフォールグリル、小さなCピラー、フルレングスのヘッドライト、フロントバンパーの2つのエアインレット、市販車では下向きではなくサイドが上向きに流れるテールライト、そしてクロームを排除した物であった。ストレッチIのクレイモックアップは4週間以内に完成した。
「ストレッチI 」は1988年12月12日、リンカーンの重役たちに実物大の粘土模型で披露された。そのデザインに非常に驚いたリンカーン幹部は、外装のいくつかの変更を命じた。その結果、1989年初頭には、所々にクロームを追加し、フロントとリアエンドの処理を適度に変更した「ストレッチII」が誕生した。ストレッチIIの時点で完成形まで7割の進捗となり、1989年半ばまで細部の修正が続いた。FN-10マークVIIIは最終デザインが決定され、1992年4月に生産を開始し、同年6月に1993年型の車両として発売される予定であった。
1990年にはフォード・サンダーバードとマーキュリー・クーガーを改造したFN-10の試作車のロードテストが開始された。その後、1991年前半にはフルボディの試作車によるロードテストを開始した。1991年2月には、発売予定が半年遅れて1992年12月となった。1993年のマークVIIIは1992年3月に報道機関に発表され、1992年11月18日にニューヨークのホテル・マークで正式に発表された。ウィクソム工場におけるマークVIIの生産は1992年4月で終了した。10月のマークVIIIの生産開始に向けた再編成を容易にするためである。

## モデルの歴史

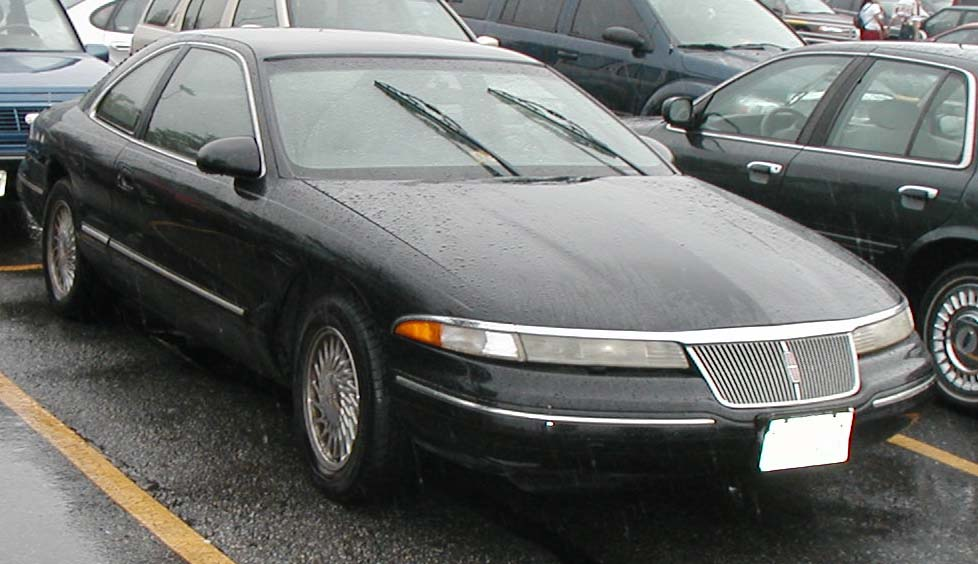
1993–1996年のリンカーン・マークVIII

1993年のマークVIIIは、マークVIIよりも約5インチ長く、4インチ近く広くなり、旧型車よりも大きくなっていた。また、ホイールベースは113.0インチ（2,870.2mm）とマークVIIIよりも4インチ（101.6mm）以上長いため、室内空間や乗り心地にも余裕があった。全体のサイズが大きくなったにもかかわらず、マークVIIIの基本となる車台重量はマークVIIよりもわずかに軽い3,750ポンド（1,701kg）強となった。

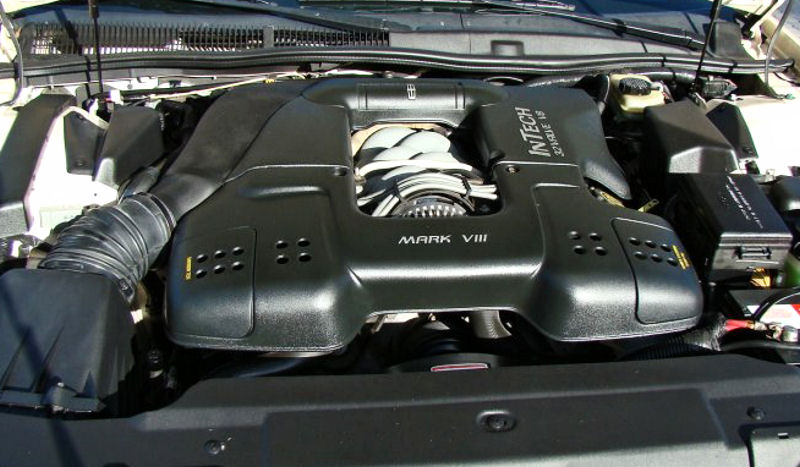
1996年型マークVIII の4.6L "インテック" V8エンジン

マークVIIIには高強度ルーフ、側面衝撃から保護するためのヘビーゲージスチール製ドアビーム、フロントとリアのクラッシャブルゾーン、デュアルフロントサイドエアバッグ、4輪アンチロックディスクブレーキを備えたユニボディ構造が採用されている。マークVIIIには、前後のスタビライザーバーを備えたショートロングアーム（SLA）4輪独立懸架サスペンションと、高速走行時に車高を自動的に下げるセンサー付きのコンピューター制御エアサスペンションが標準装備されており、空力性能が向上している。マークVIIIには、オールアルミ製の新開発4.6LDOHC32バルブV8エンジンが搭載されている。マークⅧはフォード・モデュラーエンジンの初搭載車となった。4.6LV8は、最高出力280ps（209kW、284PS）/5500rpm、最大トルク285lb・ft（386N・m）/4500rpmを発生し、燃料はプレミアムグレードの91オクタン燃料を使用していた。V8のパワーを操るのは4R70Wの4速オートマチックトランスミッション（オーバードライブ付）で、マークVIIIのリアアクスルレシオは3.08:1だった。また、マークVIIIは標準でクローム製デュアルエキゾーストチップと16インチの鋳造アルミホイールを装備していた。
マークVIIIは、時速140マイルまでのスピードメーター、電子メッセージセンター（時刻、コンパスの方位、燃費、エンジンオイルの寿命、その他車両に関連する様々な警告や情報を表示）、オートマチック・クライメートコントロール、クルーズコントロール、本革シート、6ウェイパワー運転席・助手席（パワーランバーサポート付）を採用した。運転席パワーシート2ポジションメモリー、パワードアロック、パワーミラーヒーター、運転席急降下機能付パワーウィンドウ、イルミネーションキーレスエントリー（リモコン付）、オートマチックヘッドランプ、AM/FMステレオカセットラジオ、オートパワーアンテナなどを装備。オプション装備にはパワームーンルーフ、エレクトロクロミック自動調光ミラー（後方からのヘッドライトの眩しさをフィルタリング）、AM/FMステレオCDプレーヤー、10枚のCDチェンジャー、JBLスピーカーシステムが含まれていた。
1995年型のマークVIIIでは、インストルメントパネルが若干変更され、ラジオのデザインも一新された。この年の半ばには、LSC（ラグジュアリー・スポーツ・クーペ）の新モデルが登場した。標準の4.6LDOHC V8エンジンをリチューンした物で、モデルを問わず「インテック」の名で販売され、デュアルエグゾーストを採用、最高出力は290ps（216kW、294PS）/5750rpm、最大トルクは295lb・ft（400N・m）/4500rpmとなっている。マークVIIILSCは、標準のマークVIIIと同じく4R70Wオートマチックトランスミッションを採用し、リアアクスルレシオは3.27:1と、よりアグレッシブになっている。1995年型リンカーン・マークVIII LSCのパンフレットには、0-60mph（97km/h）加速は7.5秒と記載されている。LSCの特徴は、ユニークなボディカラー、特徴的なリアデクリッドバッジ、穴あきレザーシートインサート、フロアマットなどである。標準のマークVIIIのボディサイドモールとバンパーに見られる鮮やかなクロームのインサートは、LSCではボディカラー単色のインサートに変更された。1995年のマークVIII LSCは、アメリカ国内で初めてHIDヘッドライトを採用した車種でもある。
1996年型のマークVIIIには、リンカーンの75周年を記念したダイヤモンドアニバーサリーパッケージが設定された。ダイヤモンドアニバーサリーバッジは本革シート、音声起動式携帯電話、JBLオーディオシステム、コンパス付オートエレクトロクロマチックディミングミラー、トラクションコントロールなどを装備した点が特長だった。

## フェイスリフト (1997–1998)

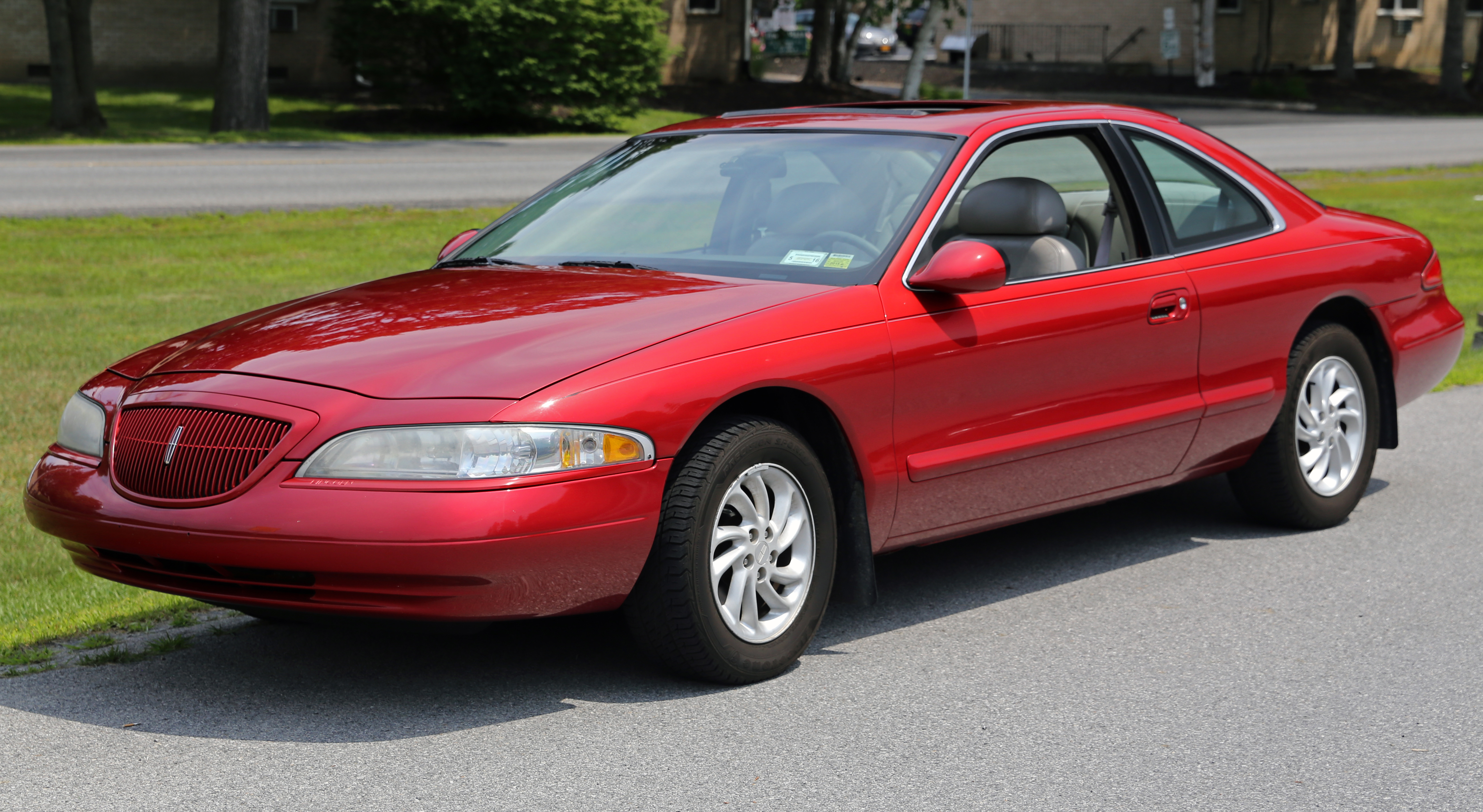
1998年 リンカーン・マークVIII LSC

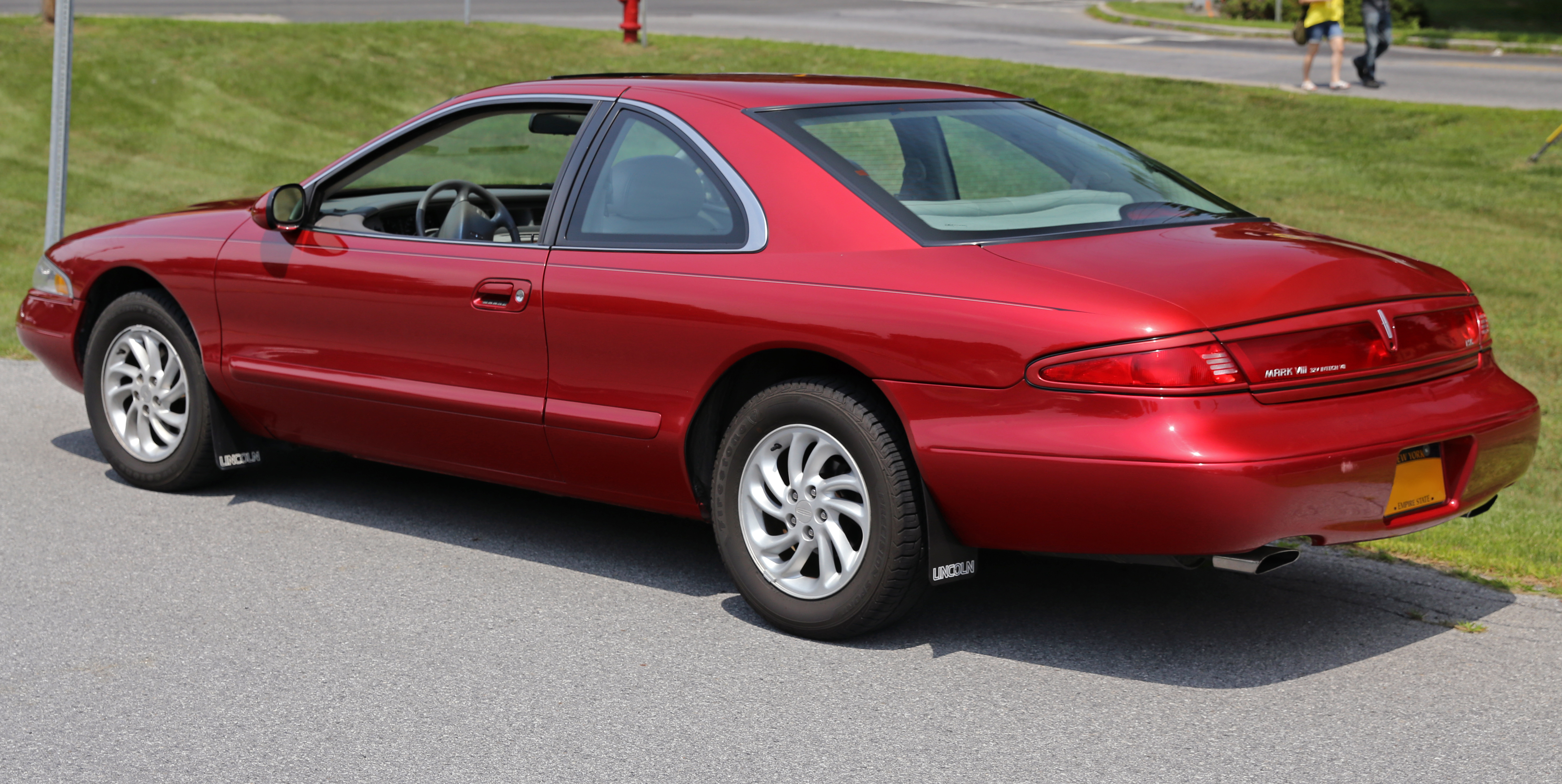
1998年 リンカーン・マークVIII LSC

FN-10の改良に向けた開発は1993年に始まり、1994年11月に設計が確定した。最初の試作車は1995年9月に製造され、1996年半ばにテストが行われた。1996年9月、アルカン・アルミニウム・リミテッドがFN-10の屋根の生産を受注した。1996年秋、マークVIIIは、1992年の発売以来の大規模なフェイスリフトを受け、より滑らかで丸みを帯びたフロントとリアのフェイシア、より大きなグリルが特徴となった。ボンネットはアルミニウム製に変更され（以前はプラスチック製だった）、トランクには以前のマークシリーズに見られた「スペアタイヤの形」がかすかに付けられた。HIDヘッドランプが標準となり、初期のモデルに比べて大きなハウジングに配置された。リアデッキリッドには、ネオンブレーキライトが配置された。サイドミラーには足元灯が装備されるようになり、ドライバーと同乗者がドアのロックを解除し車内に入る際に地面を照らすようになった。また、サイドミラーハウジングには、車線変更やターンの際に他のドライバーに警告するためのLEDターンシグナルランプが点滅する様になった。インテリアにはドライバーの操作部やハンドルをソフトに照らす「シアターライト」を採用した。4.6LインテックV8エンジンは、これまでと同様、ディストリビューターレスのコイルオンプラグ点火システムを採用し、高電圧の点火プラグワイヤを排除した。4R70Wオートマチックトランスミッションの内部部品の一部は、1997年後半と1998年の全モデルで耐久性と信頼性を高めるために強化された。LSCモデルでは、ショックを強化し、スタビライザーバーを太くして、ハンドリングとコントロール性を向上させた。全速トラクションコントロールが標準装備され、必要に応じてオンボードシステムステータスコンピュータを介して解除することができるようになった。
マークVIIIの生産終了に向けて、リンカーンはスプリング・フィーチャーとコレクターズ・エディションという2つのパーソナライズされた特別モデルを提供した。マークVIIIの生産は1998年型で終了し、1998年6月9日に最後の1台が工場から出荷した。1999年6月に2000年型として発表された4ドアミッドサイズの新型リンカーン・LSがマークVIIIの後継モデルとしての役割を果たす事になった。
マークVIIIの総生産台数はやや多めの12.6万台であった。